# John C. Breckinridge
John C. Breckinridge (n. 16 ianuarie 1821, Kentucky, SUA – d. 17 mai 1875, Kentucky, SUA) a fost un politician american, Vicepreședinte al Statelor Unite ale Americii între 1857 și 1861.
A profesat avocatura și a fost membru în Camera Reprezentanților (1851-1855). În 1856 a fost ales vicepreședinte, sub mandatul lui James Buchanan.